# Groovy Hate Fuck
Groovy Hate Fuck, pubblicato nel 1986, è il secondo EP dei Pussy Galore. È stato ristampato assieme a molto altro materiale degli esordi nella raccolta Corpse Love: The First Year (1992, Caroline Records).

## Tracce
- Tutte le canzoni sono dei Pussy Galore.

1. Teen Pussy Power - 2:16
2. You Look Like a Jew - 1:44
3. Cunt Tease - 1:51
4. Just Wanna Die - 2:03
5. Dead Meat - 2:26
6. Kill Yourself - 3:00
7. Asshole - 2:41
8. Spit 'N' Shit - 3:56

## Formazione
- Jon Spencer - voce, chitarra
- Julie Cafritz - chitarra
- Neil Hagerty - chitarra
- Cristina Martinez - chitarra
- John Hammill - batteria